# Тролейбус
Тролейбусът (от тролей + омнибус) (също само тролей) е вид автобус, моторно превозно средство, предназначено за масов транспорт на пътници в градовете. Самата дума „тролей“ е заимствана от английски, където думата trolley означава „количка, каретка“. Контактната част на токоприемника при първите тролейбуси, за разлика от днешните, напомняла по форма каретка с няколко колелца.

## Общи данни
Тролейбусът се задвижва от електричество. Той се захранва от въздушна контактна мрежа чрез 2 токоприемника, наричани щанги или „тролеи“ (също жаргонно „тиранти“). Токоприемниците се повдигат и притискат към мрежата чрез пружини. Освен в изтласкващо вертикално движение, токоприемникът се върти до около 45° хоризонтално. Това позволява на тролейбуса да има ход до няколко метра встрани от контактната мрежа.
В края на токоприемника има глава, която прави връзката с електрическия кабел. Главата се състои от странѝци и графитна вложка, който се плъзга по жицата. Токоприемниците на почти всички тролейбуси се свалят, качват и коригират към мрежата чрез въжета. Друг характерен атрибут на тролейбуса са макарите в задната част на корпуса. Те държат опънати въжетата между корпуса на тролейбуса и токоприемниците.
Тъй като модерните електрически асинхронни двигатели могат да бъдат включени и при натоварване, а и достигат точно тогава най-голям въртящ момент, тролейбусите не се нуждаят от скоростна кутия. Електрическата схема на тролея е подобна на тази на трамвая, но поради някои специфични особености в тролейбусите се вграждат допълнителни изолации. Поради факта, че тролейбусите не се движат по релси, липсва заземяването по релсовия път, това поставя условието каросерията при стълбите за качване да се изолира. Също така задвижващият вал се отделя от електрическата верига и мотора с поставянето на елементи от гума или друг изолиращ материал. Някои тролейбуси от по-новите модели разполагат и с дизелови двигатели.

## Конструкция
|  | 1. Контактна мрежа 2. Указателна табела с маршрута 3. Странично огледало 4. Фарове 5. Предни врати 6. Управлявани гуми 7. Изходни врати 8. Задни гуми 9. Декоративни елементи 10. Тролейбусна ролка (макара) 11. Опънато въже 12. Метални контакти (контактни „обувки“) 13. Тролей (щанга) 14. Куки за закачане на тролейбусния метален прът 15. Поставка за тролейбусния прът и обтекател 16. Номер на тролейбуса |

Захранващото напрежение от контактната мрежа е 600 V постоянен ток (DC). Получава се в токоизправителните станции (ТИС), разположени на няколко места по протежението на тролейбусното трасе. По-старото поколение тролейбуси използват постояннотокови двигатели с последователно или смесено възбуждане. Този тип електродвигатели имат голям въртящ момент в широк динамичен диапазон и могат да се стартират под товар, което дава възможност двигателя да е твърдо свързан (посредством редуктор) към задвижващите колела, като отпада необходимостта от скоростна кутия и съединител.
Управлението на оборотите на постояннотоковия двигател се осъществява сравнително по-лесно от това при асинхронните променливотокови машини. При най-старите тролейбуси (Skoda 9Tr, DAC-Чавдар) това се извършва на степени от контакторна схема, превключващи различни по стойност токоограничаващи резистори (реостатно управление). Последните отделят голямо количество топлина, особено в режимите на потегляне и спиране, когато двигателят не работи на максимална мощност. Това води до големи загуби на електроенергия, както и до повишаване на експлоатационните разходи за поддръжка на контакторите. При малко по-новите тролейбуси (напр. Skoda 14Tr) управлението на постояннотоковия двигател се осъществява чрез електронен, тиристорен регулатор, като напрежението се регулира по широчинно-импулсен метод (ШИМ). Това дава възможност за плавно и безстепенно управление на скоростта в целия и диапазон. Освен това драстично намаляват загубите в управлението, поради липсата на мощните токоограничаващи резистори. Консумацията на ел. енергия се редуцира с около 30% спрямо контакторното управление. До около 40 km/h регулирането на оборотите на двигателя става с промяна на стойността на напрежението. Над 40 km/h към двигателя се подава цялото захранващо напрежение от контактната мрежа и по-нататъшното увеличаване на скоростта (до около 60 km/h) се осъществява, чрез намаляване на възбуждането на двигателя, като при това скоростта се увеличава за сметка на въртящия момент.
Както е известно, електрическите машини са обратими – когато валът на електродвигателя се завърти механично отвън, електрическата машина се превръща в генератор, произвеждаща електричество. Това свойство се използва изключително много в тролейбусите и другите видове електрически транспорт, за осъществяване на спирачната функция. Когато тролейбусът се движи по инерция, двигателят работи като генератор. Произведената електрическа енергия се подава на специални товарни резистори, които натоварват електрически генератора и оборотите, респ. скоростта на тролейбуса се забавят. Това повишава сигурността на движение и намалява износването и загряването на механичните (феродови) спирачки. Ако се направи аналогия с автомобилите с ДВГ, електрическата спирачка при тролейбуса действа подобно на моторната спирачка и спирането с помощта на превключване на предавките. Ефективността на електрическата спирачка е при скорости над 5 – 10 km/h. Тя се задейства с отделен педал (средния), а крайният ляв педал при тролейбусите е механичната (пневматичната) спирачка. Съществуват тролейбуси, които имат възможност да отдават електроенергия към контактната мрежа в режим на спиране, като по този начин допълнително повишават ефективността си.
Основен недостатък на постояннотоковите машини е наличието на колектор на вала, чрез който се подава напрежението на намотките на ротора. Това е един вид въртящ превключвател, който при въртенето си непрекъснато превключва поляритета на намотките на ротора, създавайки въртящото магнитно поле, необходимо за завъртане на вала. От непрекъснато искрене в процеса на превключване и триенето му с четките, колекторът е един от елементите на двигателя, които се износват най-бързо и налагат честата му поддръжка.
Много по-добри в експлоатационно отношение са променливотоковите асинхронни машини. При тях електрическата енергия към ротора се предава по индуктивен път от статора, поради което тези двигатели могат да се наричат и въртящи се трансформатори. За да се използват в тролейбусите, които се захранват от постояннотоковата контактна мрежа е необходимо да се управляват с помощта на т.нар. честотен инвертор. Това е електронно устройство, което преобразува постоянния ток в променлив (най-често трифазен) със зададена честота и напрежение, съобразно режима на работа на двигателя. Бурното развитие на електронната техника и все по-ниските цени на елементната база, дадоха възможност за лесното им вграждане на много места в индустриалните задвижвания и електрическия транспорт. Това беше основната пречка в миналото за използване на асинхронни двигатели в приложения, където се налага плавно и непрекъснато регулиране на оборотите.
Освен тяговия електродвигател, тролейбусите имат още един спомагателен, с по-малка мощност, който задвижва компресора за въздух, хидравличната помпа за сервоусилвателя на волана, алтернатора за зареждане на акумулаторните батерии (24 V) на бордовата електросистема. Последният в по-новите модели е заменен с постояннотоков преобразувател (конвертор).
Интересно е да се отбележи, че тролейбусът като цяло има много по-висок к.п.д. (над 90%) спрямо аналогичен по вид автобус. К.п.д. на електродвигателите достига до 98%, спрямо до около 40% при дизеловите двигатели с вътрешно горене. Цената на един тролейбус обаче е около 2 пъти по-висока от цената на автобуса, при равни други условия. Освен това са и необходими доста допълнителни разходи за изграждане и поддръжка на контактна мрежа и допълнителна инфраструктура към нея.
Без контактна мрежа, само със станции за зареждане, могат да работят автобуси по технологии с маховик, суперкондензатори.
През 1950-те е разработен жиробус, електрически задвижван автобус с акумулатор на енергия маховик. Разработката е от 40-те години на швейцарската компания Oerlicon за обслужване на слабо натоварени линии, където контактната мрежа е икономически неизгодна. Маховика се развърта на 3000 об/мин. от електродвигател на станцията, после въртейки обратно двигателя като генератор задвижва чрез друг двигател водещите колела.

## Производители
- Alfa Romeo
- Volvo
- Graef & Stift
- Ikarus
- Iveco
- Irisbus
- Jelcz
- ЛиАЗ
- МАЗ
- Mercedes-Benz
- Neoplan
- Solaris Bus & Coach
- SOR Libchavy
- Saurer
- Stayer
- Тролза (ЗиУ)
- FIAT
- Hess
- Škoda Holding